# Chacualole
El chacualole o xacualole (del náhuatl xacualolli, del verbo xacualoa, «amasar») es un dulce mexicano elaborado principalmente con calabaza, a menudo también manzana, guayaba, tejocote y/o piloncillo o caña, aromatizado con piel de naranja, canela, clavo de olor y/o anís. También se lo conoce como dulce de calabaza, y la variedad usada generalmente es calabaza de Castilla. Es de origen prehispánico, y es muy típico como ofrenda a los muertos en el Día de Muertos.
En la ciudad de Chilapa, Guerrero, se denomina chacualole a un pico de gallo dulce hecho con toronjas martajadas, chile serrano, sal y piloncillo. En cambio, en el estado de Morelos, el chacualole son la pulpa y las pepitas de la calabaza cocidas con piloncillo y canela.

## Preparación
Los ingredientes se lavan, se pican o cortan en dados pequeños y se agregan a una gran cazuela con agua. Tradicionalmente, se usan cazuelas de barro y se calienta sobre el anafre sin dejar de remover. A medida que se cuecen, los trozos de vegetal se van desmoronando. En este punto se decide cuánto tiempo más se cuece en función de la textura que desee uno, si más al dente (trozos cocidos pero firmes) o suave (trozos desmoronados).
Se sirve frío, aunque de diversas maneras: con leche, en torta, acompañando el pan de muerto... o solo.

## Cultura
En la tradición mesoamericana del Día de Muertos, el chacualole es una de las ofrendas del altar de muertos. La calabaza fue para las culturas prehispánicas uno de los principales cultivos, y no solo lo consideraron fuente de alimento, sino también para hacer utensilios como cucharas o jícaras, e incluso instrumentos musicales. Estas prácticas asociadas a la calabaza se siguen dando entre los actuales mexicanos.
Durante la festividad del Día de Muertos, llamada internacionalmente Halloween, fue tradicional que los niños fueran puerta por puerta pidiendo chacualole. Así lo explican las periodistas S. Colin y N. Reyes para El Universal: «La gente les servía en ollas de barro esta pulpa endulzada con piloncillo y al terminar la noche repartían el botín entre todos». En este mismo reportaje, entrevistan a doña Nicanora, que recuerda cómo durante su infancia en el municipio de Iztacalco de la Ciudad de México en la década de los años 30, los niños cantaban:

Muerto si hubieras corrido,
no te hubieran alcanzado,
pero como no corriste
ya te llevan cargando.
Alabada sea la hora
en que Cristo nació,
por salvarnos del pecado,
bendita sea su pasión: ¡el chacualole!
Nicanora para El Universal (2015)

En la ciudad de Temamatla, Estado de México, apodada «la capital de la calabaza», se realiza cada noviembre la Feria del Chacualole, coincidiendo con el Día de Muertos. También en la ciudad de Tlalmanalco, Estado de México, se organiza el Festival del Chacualole.

## Lectura complementaria
- Ríos de la Torre, G.; Suárez Escobar, M.; Ramírez Leyva, E. (1995). «Día de muertos : la celebración de la fiesta del 2 de noviembre en la segunda mitad del siglo XIX». Repositorio Institucional Zaloamati. Mayor/Tradición (CDMX: Molinos De Viento). ISBN 970-620-775-9. «Se manifiesta el sentimiento adornando los sepulcros con flores naturales y artificiales, y se deplora el fallecimiento de los deudos rellenándose el estómago los vivos con calabaza en chacualole y borregos de alfeñíque.»